# Mártires de Marrocos
Os Mártires de Marrocos foram missionários da Ordem dos Frades Menores martirizados no Norte da África em 1220.

## História
Em 1219, Francisco de Assis enviou em missão para o Marrocos seis frades menores, de nomes Vital, Berardo, Otão (sacerdotes), Pedro (diácono), Acúrsio e Adjuto (leigos).
Partindo da península Itálica, de passagem pelo reino de Aragão, frei Vital adoeceu e ficou. Sob a direção de Berardo (Bernardo), os demais continuaram a sua jornada e alcançaram o Reino de Portugal onde, em Coimbra, foram recebidos pela rainha D. Urraca, esposa de Afonso II de Portugal. Impressionada com a santidade destes frades a rainha pediu-lhes que lhe revelassem a hora da sua morte e se quem morreria primeiro seria ela ou o rei. Os frades então lhe revelaram que ela morreria quando os seus corpos chegassem de Marrocos, imolados em nome de Jesus, e o primeiro dos dois que os visse mortos morreria primeiro. De acordo com a tradição, mais tarde, a rainha, tendo sido a primeira a ver as relíquias dos mártires de volta a Coimbra, veio a ser a primeira a falecer.
De Coimbra, os frades continuaram para Alenquer onde se apresentaram à infanta D. Sancha, filha de Sancho I de Portugal e irmã de D. Afonso II. Esta, vendo-os de hábito, o que dava nas vistas, denunciando-os como pregadores cristãos, arranjou-lhes roupas comuns, pois de outra forma não conseguiriam chegar ao seu destino.
Prosseguindo a sua viagem, após passarem por Lisboa, alcançaram Sevilha, onde se demoraram por uma semana em casa de um cristão. Ao fim desta, voltaram a envergar os seus hábitos e foram à mesquita, justamente em dia de festa islâmica, e começaram a pregar a doutrina de Jesus, denunciando que Maomé não passava de uma idolatria.
Expulsos violentamente da mesquita e tomados por bêbados, decidiram então pregar ao próprio califa. À porta do palácio recebeu-os o filho do sultão que lhes pediu credenciais para poderem falar com o seu pai. Insistindo em que o que tinham a dizer apenas o diriam diante do sultão, foram recebidos mas, após terem se declarado cristãos e apelado ao califa para que se convertesse e abandonasse o Islão, este dispôs-se a matá-los e apenas a intercessão do príncipe evitou o pior. O príncipe, que simpatizara com a simplicidade dos frades, exortou-os por seu turno a converterem-se ao islamismo, sem sucesso.
O taifa de Sevilha, aconselhado pelo seu conselho, decidiu aproveitar a viagem do infante D. Pedro, irmão de Afonso II de Portugal, a Marrocos, que se ia colocar às ordens do miramolim almóada no combate contra outros chefes mouros, com um grupo de soldados cristãos, fugindo assim a alguma represália do rei de Portugal, uma vez que, politicamente, os dois irmãos não se entendiam.

## Marrocos
O infante D. Pedro aceitou levar consigo os frades e, em Marrocos, hospedou-os em sua própria casa. Os frades logo foram percorrer as ruas de Marrocos pregando o nome de Jesus e, quando viram aproximar-se o miramolim Aboidil, redobraram a proclamação da mensagem cristã. Vendo-o, o miramolim decretou a sua expulsão da cidade e o exílio dos frades para um país cristão. D. Pedro de novo os recolheu em sua casa e os mandou escoltar para Ceuta, não fossem eles pôr em risco a minoria cristã que poderia sofrer represálias por parte dos muçulmanos.
A meio do percurso, os frades, esquivando-se à vigilância, regressaram a Marrocos, onde reiniciaram a pregação, agora em pleno mercado. Novamente detidos pelas forças do miramolim, permaneceram vinte dias nas masmorras sem comer nem beber. Um conselheiro do rei intercedeu pelos frades e estes foram chamados à sua presença. O rei constatou por si próprio que os frades estavam bem nutridos quando era para estarem mortos de fome.
Novamente libertos, os frades apressavam-se em retomar a sua missão, quando foram detidos pelos próprios cristãos na cidade, que os impediram, com medo que os muçulmanos pudessem começar a matar cristãos. De novo foram levados para Ceuta, e novamente conseguiram escapar e voltar a Marrocos. Desta vez, o próprio Infante D. Pedro, com medo das represálias contra os cristãos obrigou-os a permanecer em sua casa em silêncio. Resolveu então levá-los com um exército de soldados cristãos e muçulmanos com o qual ia combater uma rebelião. No regresso, e vitorioso, o exército teria morrido de sede não fossem os frades fazer brotar da areia do deserto água em abundância para os soldados, para os cavalos e mesmo para armazenarem para a viagem uma vez que fazia três dias que já não tinham água. Saciadas as sedes e enchidos os odres, aquela fonte que Berardo abrira na areia secou de novo.
Este milagre, bem como o êxito na discussão contra um sábio muçulmano de grande prestígio, chegou ao conhecimento do miramolim que ficou espantado com a sabedoria e o poder dos frades. Mas estes, de novo diante do sultão, insistiram na sua mensagem e provocam de novo a sua ira. Decretada mais uma vez a morte deles, o sultão encarregou o seu filho Abosaide de os prender e decapitar. Mas este, que tinha presenciado o milagre do deserto e sido salvo também pelos frades de morrer à sede, arranjou meios de evitar matá-los. Os cinco frades, insistindo em não abandonar a sua pregação, fizeram com que Abosaide os mandasse prender e decidisse cumprir as ordens de seu pai.

### Martírio
Interrogados pelo príncipe eles insistiram no seu propósito. Foram açoitados e, atados de mãos e pés, arrastados de um lado para o outro por cavalos. Em seguida, sobre os seus corpos descarnados deixaram cair azeite a ferver, continuando depois a arrastá-los pelo chão, mas desta vez sobre vidros e cacos espalhados pelo chão. Alguns espectadores compadeceram-se e pediram-lhes que se convertam a Maomé para se lhes acabar aquele suplício. Abosaide tentou a seu turno demovê-los. O miramolim tentou-os com dinheiro e com mulheres. Sem nada a fazer, o miramolim concluiu que só a espada poderia calar aqueles homens e, tomando da cimitarra, decapitou-os. Decorria o dia 16 de Janeiro de 1220.
Recorrendo ao suborno. D. Pedro conseguiu resgatar as relíquias e levá-las para Portugal. O Cavaleiro Afonso Pires de Arganil trouxe as cabeças dos Santos Mártires de Marrocos, de Zamora para Santa Cruz de Coimbra, por ordem do infante D. Pedro Sanches, segundo diz o conde D. Pedro.
Graças e milagres acontecem por intercessão dos santos mártires.
Assim, por ter sabido destes acontecimentos é que Fernando Martins de Bulhões, cónego regrante de Santo Agostinho faz-se frade menor tomando o nome de Frei António (Santo António de Lisboa). Clara de Assis desejava a graça do martírio que alcançaram aqueles frades e S. Francisco dizia: "agora posso dizer com verdade que tenho cinco verdadeiros frades menores".
A Igreja dos Santos Mártires, em Marraquexe, foi-lhes dedicada em 1929.